# تييري مانجي
تييري مانجي (بالإنجليزية: Thierry Manzi) هو لاعب كرة قدم رواندي في مركز الدفاع، ولد في 12 يوليو 1996 في كيغالي في رواندا.

## وصلات خارجية
- تييري مانجي على موقع قاعدة بيانات كرة القدم.إي يو (الإنجليزية)
- تييري مانجي على موقع ناشيونال فوتبول تيمز (الإنجليزية)
- تييري مانجي على موقع Soccerway.com (الإنجليزية)